# Наньцзин (Ляо)
Наньцзин (кит. 南京, букв. «Южная столица») — одна из вспомогательных столиц киданьского государства Ляо. Располагался на территории современного пекинского района Сюаньу. Полное официальное название — Наньцзин Сицзиньфу (кит. 南京析津府). Так как в древности в этих местах располагалось царство Янь, причём именно здесь располагался служивший его столицей город Цзи, то китайцы часто вместо Наньцзин говорили и писали Яньцзин (кит. 燕京, букв. «Столица Янь»).

## История
X век известен в истории Китая как Эпоха пяти династий и десяти царств. На севере Китая в это время сменяли одна другую государства, существовавшие всего по несколько лет. В 923 году тюрки-шато основали государство Поздняя Тан, которое на пике своего могущества контролировало почти весь Северный Китай. В 936 году военачальник Ши Цзинтан решился на мятеж, и при этом обратился за помощью к киданям. За помощь кидани потребовали территориальных уступок. Когда Ши Цзинтан провозгласил основание государства Поздняя Цзинь, то был вынужден передать киданями шестнадцать округов за их поддержку. На новоприобретённых землях кидани построили две новых вспомогательных столицы — Западную (в районе современного Датуна) и Южную.
В 938 году Елюй Яогу повелел сделать окружной центр округа Ючжоу (кит. 幽州) Южной столицей, дав ей официальное название Наньцзин Юдуфу (кит. 南京幽都府). В 1012 году название было изменено на Наньцзин Сицзиньфу.
В 1125 году прежде подвластные киданям чжурчжэни подняли мятеж и, изгнав киданей, создали своё государство Цзинь. В 1151 году цзиньский император повелел выстроить на месте Наньцзина новую столицу для государства Цзинь. Официальный перенос главной столицы из Шанцзина состоялся в 1153 году, полностью перестроенный и расширенный к этому времени город был переименован из Наньцзина в Чжунду («Центральная столица»).

## Описание
Е Лунли в «Истории государства киданей» так описывает Наньцзин:
Южная столица - основана Тай-цзуном
Южная столица находится на землях области Ючжоу, которая в древности входила в состав области Цзичжоу... При династии Тан здесь для контроля над сисцами и киданями было создано Фаньянское генерал-губернаторство. После того, как Поздняя Цзинь отказалась от этих земель, на них была создана Южная столица, называвшаяся также Яньцзин, входившая в округ Сицзинь...
Императорский дворец выглядит большим и величественным. В северной части города расположены рынки, на которые свозят всё, что дарует земля и море. Буддийские храмы, в которых живут монахи, превосходят все другие на севере. Производящиеся шёлковые ткани с затканным и вышитым узором и шёлковые изделия - лучшие в Поднебесной. На плодородной почве произрастают все виды овощей, фруктов и зерна. О тутовом дереве, кудрании, конопле, пшенице, овцах, свиньях, фазанах и зайцах нечего и говорить.
Вода хороша, а почва плодородна. Среди населения распространены многочисленные ремёсла. Талантливые занимаются изучением книг, а следующие за ними упражняются в верховой езде и стрельбе из лука, невзирая на трудности...